# Tranøy kyrka
Tranøy kyrka (norska: Tranøy kirke) är en kyrkobyggnad på ön Tranøya i Senja kommun i Troms fylke i norra Norge. 
Det har bott folk på Tranøya i över 2 000 år och det har funnits ett kyrkställe på ön sedan 1200-talet. Nuvarande kyrkobyggnad är en träkyrka från 1775. Den har 210 sittplatser. Kyrkan används inte längre, utan förvaltas av Midt-Troms Museum.

## Museum
I den gamla prästgården från omkring 1740 har Midt-Troms Museum en permanent utställning om ön.

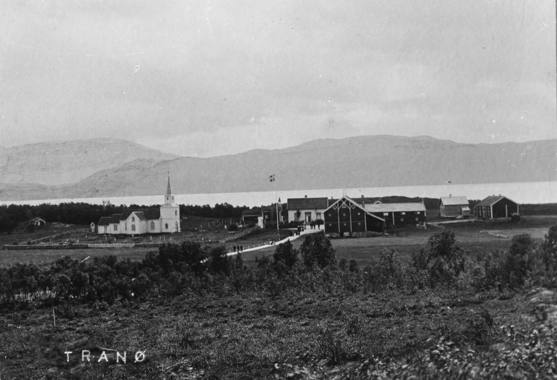
Tranøy kyrka, mellan 1890 och 1917.